# Жирмунская, Галина Михайловна
Гали́на Миха́йловна Жирму́нская (20 мая 1926, Москва, СССР — 12 ноября 2010, Рочестер (Нью-Йорк), США) — советский архитектор, автор проектов жилых и общественных зданий в Москве и других городах СССР, лауреат Государственной премии РСФСР (1979).

## Биография
Родилась в Москве, в еврейской семье. Отец — экономикогеограф, доктор географических наук  Михаил Матвеевич Жирмунский (1895—1974), мать — преподаватель английского языка. В 1944 году Галина поступила в Московский архитектурный институт (МАРХИ) и окончила его в 1950 году. Её учителями были: М. П. Парусников, Г. Я. Мовчан, С. Х. Сатунц.
Работала в Моспроекте в мастерской В. Г. Гельфрейха. Основные авторские работы выполнила как главный архитектор проектов в 60-е и 70-е годов годы в мастерской Е. Н. Стамо. В том числе многоэтажные индивидуальные жилые дома возведенные в Москве на Университетском проспекте, Воробьевском шоссе и Улице Пырьева. Построенное по её проекту здание Высшей школы профсоюзного движения было признано весьма удачным и дважды повторено в различных вариантах в зданиях Высшей комсомольской школы и Академии народного хозяйства в Москве.
Наиболее успешной её постройкой стало здание Дома ветеранов кино в Москве, ставшее образцовым примером социальной архитектуры и в дальнейшем оказало влияние на проектирование объектов подобного назначения. Позднее Жирмунская вела проектную работу в Гипрогоре и Комбинате монументально-декоративного искусства. С 1993 года жила в США, (Рочестер, штат Нью-Йорк). Жена архитектора Ф. А. Новикова.
В статье «Памяти Г. М. Жирмунской» в газете «Моспроектовец» сказано: «Характерные черты творческого портрета Галины Жирмунской представляют её как блестящего мастера, обладающего твердой, „мужской“ рукой, по масштабу профессионального вклада и уровню своих проектов стоящего наравне с таким мэтром архитектуры, как Евгений Николаевич Стамо, под руководством которого она работала в самый плодотворный период своей жизни в Моспроекте».

## Награды
- Государственная премия РСФСР в области архитектуры (1979) — за архитектуру Дома ветеранов кино в Москве.(Постановление Совета Министров РСФСР № 622 от 19 декабря 1979) Диплом № 644

## Избранные проекты и постройки
- Интерьеры библиотеки им. Ленина в Москве. 1950—1953 Совместно с Ю. В. Щуко.
- Интерьеры здания ЦК КП Туркмении. Ашхабад. 1951—1952
- Проект Дома Правительства в Сухуми, Абхазия. 1953—1955 Совместно с Ю. Щуко.
- Проект застройки площади Киевского вокзала в Москве. 1952—1955 Совместно с Ю. Щуко.
- Проект застройки площади Победы в Москве. 1957—1958 Совместно с Ю. Щуко.
- Проект 10-этажных жилых домов на Бережковской наб. в Москве. 1957—1958 Совместно с Ю. Щуко.
- Участие в проектировании Дворца съездов в Кремле, Москва. 1959—1960 Авторы М. В. Посохин, А. Мндоянц, Е. Н. Стамо и др.
- Здание ВЦСПС на Ленинском проспекте а Москве. 1961—1963. Совместно с Е. Стамо, И. Катковым, инженерами Ю. Маневичем и Л. Каган.
- Три 14-этажных жилых дома на Университетском проспекте в Москве. 1960—1964. Совместно с Е. Стамо, инженером Ю. Маневичем.
- Три 16-этажных жилых дома на Воробьёвском шоссе в Москве. 1964—1966. Совместно с инженером В. Пичугиным.
- Здание Высшей школы профсоюзного движения в Москве. 1965—1973. Совместно с Е. Стамо и инженером В. Пичугиным
- 14-этажный жилой дом «Мосфильма» на ул. Пырьева в Москве. 1970—1974. Совместно с инженером В. Пичугиным.
- Проект Дворца культуры московского университета в Москве. 1976.
- Здание Дома Ветеранов кино в Москве. 1970—1977. Совместно с инженерами В. Пичугиным и Т. Брусникиной.
- Здание Высшей комсомольской школы в Москве. 1974—1979. Совместно с инженером В. Пичугиным.
- Здание Академии народного хозяйства в Москве. 1976—1979. Совместно с инженером В. Пичугиным.
- Проект двух 14-этажных жилых домов c примыкающими зданиями ресторана и библиотеки (Старый Оскол, 1977—1980).
- В 1980-е годы совместно с художниками и скульпторами выполнила ряд проектов монументально-декоративного оформления зданий, часть из которых была реализована.

## Избранные публикации
- Г. Жирмунская «Для Большого Мосфильма». Многотиражная газета «Моспроектовец» 24. 10. 1975.
- Г. Жирмунская «Рекомендовано к повторному применению». Многотиражная газета «Моспроектовец» — 17 июня 1977.

## Галерея
- Высшая школа профсоюзного движения в Москве, 1965—1973
- Высшая школа профсоюзного движения в Москве, конференцзал, 1965—1973
- 14 этажное жилое здание в Москве, 1970—1974
- Дом ветеранов кино в Москве, 1970—1977
- Дом ветеранов кино в Москве, лестница, 1970—1977